# 小ヶ倉
小ヶ倉（こがくら）は、長崎県長崎市の地域である。旧西彼杵郡小ヶ倉村。
小ヶ倉地区（長崎市役所小ヶ倉地域センター管内）の人口は8,851人（2018年2月末日現在、住民基本台帳）。

## 概要
長崎市南部の地域である。1938年4月1日に旧西彼杵郡小ヶ倉村が編入合併されたことにより長崎市の市域に含まれることになった。

## 町
1938年に長崎市に編入され、1949年に町名設置を実施した。
なお、1898年に戸町村から編入された上郷・蓑尾郷は2013年現在、小ヶ倉地区としては扱われていない。
| 1898年→1938年             | 1949年                     | 1991年～1998年                 | 現在                     |
| ------------------------- | -------------------------- | ------------------------------ | ------------------------ |
| 小ヶ倉村→長崎市（上揚郷） | 長崎市小ヶ倉町1丁目～3丁目 | 小ヶ倉町1丁目～3丁目           | 小ヶ倉町1丁目～3丁目     |
| 小ヶ倉村→長崎市（塩屋郷） | 長崎市小ヶ倉町1丁目～3丁目 | ダイヤランド1丁目～4丁目(1991) | ダイヤランド1丁目～4丁目 |
| 小ヶ倉村→長崎市（柳郷）   | 長崎市小ヶ倉町1丁目～3丁目 | 新小が倉1丁目・2丁目(1992)     | 新小が倉1丁目・2丁目     |
| 小ヶ倉村→長崎市（大山郷） | 長崎市大山町               | 長崎市大山町                   | 大山町                   |
| 小ヶ倉村→長崎市蓑尾郷     | 長崎市新戸町               | 新戸町1丁目～3丁目(1992)※      | 新戸町1丁目～4丁目       |
| 小ヶ倉村→長崎市上郷       | 長崎市上戸町               | 上戸町                         | 上戸町                   |
| 小ヶ倉村→長崎市上郷       | 長崎市上戸町               | 上戸町1丁目～4丁目(1998)       | 上戸町1丁目～4丁目       |

※新戸町は2011年に4丁目が新設された。

### 現在の町
小ヶ倉町1丁目～3丁目（こがくら）
元々、郷などは設置されていなかった。町名設置まで小字・番地のみで住所表記をしていたと思われる。ただし、通称名として「上揚郷」「塩屋郷」「柳郷」そして「大山郷」の4つがあったとされ、上揚・塩屋・柳がそれぞれ1丁目～3丁目になった可能性がある。上揚は1丁目の自治会名、柳は3丁目に存在する柳埠頭、長崎バス柳営業所にその名を残している。
1丁目・3丁目を国道499号が通り、2丁目を県道237号小ヶ倉バイパスが通り、小ヶ倉交差点で合流する。1丁目は海岸部の埋め立て地が石油基地・工場、内陸部が住宅地で小ヶ倉小学校がある。2丁目に小ヶ倉団地・市役所小ヶ倉地域センターがある。3丁目に長崎南消防署・長崎港柳埠頭・長崎バス柳営業所がある。
大山町（おおやま）
かつての通称「大山郷」。もとは隠れキリシタン村だった高地性集落で、現在も住民はカトリック信者。林業・農業（ほとんど自給）を営む者もいるが、通勤者もいる。
ダイヤランド1丁目～4丁目
1991年、小ヶ倉町2・3丁目・新戸町・大山町・古道町・磯道町の一部を割いて発足。1丁目から順に、48,40,38,23街区。住宅団地・南長崎ダイヤランドを占める。三菱が開発したことから公募により名づけられた。小ヶ倉中学校・南長崎小学校がある。
新小が倉1丁目～2丁目（しんこがくら）
1992年、小ヶ倉町1・2丁目・新戸町の一部を割いて発足。1丁目は11街区、2丁目は12街区。新戸町団地を含む住宅街。
（上戸町・上戸町1丁目～4丁目・新戸町1丁目～4丁目）
詳細は戸町を参照されたい。

## 交通

### 鉄道・バス
- 長崎自動車（長崎バス）

### 道路
- 国道499号
- 長崎県道237号小ヶ倉田上線

## 施設

### 公共
- 長崎市役所小ヶ倉地域センター[1]

### 教育機関
- 長崎市立小ヶ倉中学校
- 長崎市立小ヶ倉小学校
- 長崎市立南長崎小学校

### 金融機関等
長崎小ヶ倉郵便局